# 1. divisjon 2022
La 1. divisjon 2022, anche nota come OBOS-ligaen per ragioni di sponsorizzazione, è la 74ª edizione della manifestazione. Il campionato è stato vinto dal Brann, promosso direttamente assieme allo Stabæk, secondo classificato.
La classifica finale vede dal 3º al 6º posto rispettivamente: Idrettsklubben Start, KFUM Oslo, Sandnes Ulf e Kongsvinger, che si sono così qualificate ai play-off promozione per l'Eliteserien, la vincitrice di questi deve quindi giocarsi il posto nella massima serie con la 14ª classificata dell'Eliteserien 2022. I play-off sono stati vinti dal Kongsvinger, che è stato però poi sconfitto dal Sandefjord, mancando così la promozione nella massima divisione locale.
Grorud e Stjørdals-Blink hanno chiuso invece la stagione rispettivamente al 15º ed al 16º posto in graduatoria, retrocedendo pertanto in 2. divisjon. Lo Skeid, 14º arrivato, ha difeso il proprio posto in 1. divisjon dall'assalto dell'Arendal, vincitore degli spareggi in 2. divisjon 2020, raggiungendo così la salvezza.
Il campionato è iniziato il 2 aprile 2022 ed è terminato il 29 ottobre 2022, escludendo i play-off.

## Squadre partecipanti
Dalla 1. divisjon 2021 sono stati promossi in Eliteserien HamKam, Aalesunds Fotballklubb e Jerv, mentre Strømmen e Ull/Kisa sono retrocessi in 2. divisjon
Mjøndalen, Stabæk, e Brann sono retrocessi dalla Eliteserien 2021, mentre Kongsvinger e Skeid sono stati promossi dalla 2. divisjon 2021.
| Squadra         | Città        | Stadio                     | Capienza |
| --------------- | ------------ | -------------------------- | -------- |
| Åsane           | Bergen       | Åsane Arena                | 3 300    |
| Brann           | Bergen       | Brann Stadion              | 16 750   |
| Bryne           | Bryne        | Bryne Stadion              | 4 000    |
| Fredrikstad     | Fredrikstad  | Fredrikstad Stadion        | 12 500   |
| Grorud          | Oslo         | Grorud Match Kunstgress    | 1 700    |
| KFUM Oslo       | Oslo         | KFUM-Arena                 | 2 000    |
| Kongsvinger     | Kongsvinger  | Gjemselund Stadion         | 5 824    |
| Mjøndalen       | Mjøndalen    | Consto Arena               | 4 200    |
| Ranheim         | Trondheim    | EXTRA Arena                | 3 000    |
| Raufoss         | Raufoss      | NAMMO Stadion              | 1 800    |
| Sandnes Ulf     | Sandnes      | Øster Hus Arena            | 6 043    |
| Skeid           | Oslo         | Nordre Åsen Kunstgressbane | 2 500    |
| Sogndal         | Sogndal      | Fosshaugane Campus         | 5 622    |
| Stabæk          | Bærum        | Nadderud Stadion           | 4 938    |
| Start           | Kristiansand | Sparebanken Sør Arena      | 14 448   |
| Stjørdals-Blink | Stjørdal     | M.U.S Stadion Sandskogan   | 2 000    |

## Allenatori e primatisti
| Squadra         | Allenatore          | Giocatore più presente (tra parentesi il numero delle presenze)                  | Capocannoniere (tra parentesi il numero dei gol segnati) |
| --------------- | ------------------- | -------------------------------------------------------------------------------- | -------------------------------------------------------- |
| Brann           | Eirik Horneland     | Mathias Dyngeland (30) Ruben Kristiansen (30) Svenn Crone (30) Aune Heggebo (30) | Bård Finne (16)                                          |
| Bryne           | Kevin Knappen       | Andreas Dybevik (30)                                                             | Robert Undheim (10)                                      |
| Fredrikstad     | Joakim Klæboe       | Havar Jensen (30) Noa Williams (30)                                              | Nicolay Solberg (11)                                     |
| Grorud          | Jonas Rygg          | Simen Kjellevold (30) Fabian Ness (30)                                           | Nikolai Jakobsen Hristov (7)                             |
| KFUM Oslo       | Jørgen Isnes        | Simen Hestnes (29)                                                               | Moussa Njie (9)                                          |
| Ranheim         | Hugo Carlos Pereira | Vegard Erlien (30)                                                               | Vegard Erlien (14)                                       |
| Raufoss         | Christian Johnsen   | Ole Lauvli (30) Gard Simenstad (30)                                              | Markus Johnsgard (5)                                     |
| Sandnes Ulf     | Bjarne Berntsen     | Torbjorn Heggem (30) Espen Berger (30)                                           | Martin Ramsland (13)                                     |
| Sogndal         | Tore André Flo      | Andreas van der Spa (29) Valdimar Ingimundarson (29)                             | Jónatan Ingi Jónsson (11)                                |
| Stabæk          | Lars Bohinen        | Nicolai Naess (30) Fredrik Krogstad (30) Markus Sandberg (30)                    | Gift Orban (16)                                          |
| Start           | Sindre Tjelmeland   | Luc Mares (30) Kristoffer Tonnesen (30) Eirik Schulze (30)                       | Jonatan Braut Brunes (11)                                |
| Stjørdals-Blink | Snorre Lillebo      | Fredrik Vinje (30)                                                               | Mats Lillebo (8)                                         |
| Skeid           | Gard Holme          | Marcus Melchior (29) Fredrik Berglie (29)                                        | Johnny Buduson (9)                                       |
| Kongsvinger     | Eirik Mæland        | August Strömberg (30) Martin Andersen (30)                                       | Martin Hoel Andersen (10)                                |
| Åsane           | Morten Røssland     | Idar Lysgard (30)                                                                | Erling Myklebust (9)                                     |
| Mjøndalen       | Kevin Nicol         | Meinhard Olsen (30) Benjamin Stokke (30)                                         | Martin Ovenstad (8)                                      |

## Classifica finale
Statistiche aggiornate al 24 aprile 2023{| class="wikitable sortable" style="text-align: center; font-size: 90%;"
! width="7%" |
! width="7%" |Pos.
! width="27%" |Squadra
! width="10%" |Pt
! width="7%" |G
! width="7%" |V
! width="7%" |N
! width="7%" |P
! width="7%" |GF
! width="7%" |GS
! width="7%" |DR
|- style="background:#FFFF66;"
|
|1.
| align="left" | Brann
|81
|30
|26
|3
|1
|95
|16
| +79
|- style="background:#FFFF66;"
|
|2.
| align="left" | Stabæk
|58
|30
|16
|10
|4
|62
|28
| +34
|- style="background:#FFFF66;"
|
|3.
| align="left" | Start
|54
|30
|16
|6
|8
|63
|38
| +25
|-
|
|4.
| align="left" | KFUM Oslo
|52
|30
|15
|7
|8
|61
|48
| +13
|-
|
|5.
| align="left" | Sandnes Ulf
|47
|30
|14
|5
|11
|54
|52
| +2
|-
|
|6.
| align="left" | Kongsvinger
|46
|30
|13
|7
|10
|43
|37
| +6
|-
|
|7.
| align="left" | Sogndal
|43
|30
|12
|7
|11
|55
|53
| +2
|-
|
|8.
| align="left" | Ranheim
|43
|30
|12
|7
|11
|49
|52
|−3
|-
|
|9.
| align="left" | Mjøndalen
|42
|30
|13
|3
|14
|39
|47
|−8
|-
|
|10.
| align="left" | Fredrikstad
|35
|30
|9
|8
|13
|46
|51
|−5
|-
|
|11.
| align="left" | Bryne
|35
|30
|9
|8
|13
|42
|52
|−10
|-
|
|12.
| align="left" | Raufoss
|35
|30
|9
|8
|13
|35
|54
|−19
|-
|
|13.
| align="left" | Åsane
|32
|30
|8
|8
|14
|42
|67
|−25
|- style="background:#FFCCCC;"
|
|14.
| align="left" | Skeid
|28
|30
|8
|4
|18
|39
|54
|−15
|- style="background:#FFCCCC;"
|
|15.
| align="left" | Grorud
|20
|30
|4
|8
|18
|34
|69
|−35
|- style="background:#FFCCCC;"
|
|16.
| align="left" | Stjørdals-Blink
|17
|30
|4
|5
|21
|30
|71
|−41
|}
Legenda:
      Promosso in Eliteserien 2020
 Ammesso ai play-off o ai play-out
      Retrocesso in 2. divisjon 2020
Note:
Tre punti a vittoria, uno a pareggio, zero a sconfitta.

## Risultati
Statistiche aggiornate al 24 aprile 2023{| class="wikitable" style="font-size:85%; text-align:center"
!
!BRA
!BRY
!FRE
!GRO
!KFU
!KON
!MJØ
!RAN
!RAU
!ULF
!SKE
!SOG
!STB
!STA
!STJ
!ÅSA
|-
| style="text-align:left" |Brann
| style="background-color:#222222" |––––
|2–1
|3–0
|7–0
|4–1
|3–0
|7–0
|5–0
|3–0
|3–0
|3–0
|1–1
|1–1
|1–0
|5–0
|1–1
|- style="background:#FFFFFF"
| style="text-align:left" |Bryne
|1–5
| style="background-color:#222222" |––––
|0–2
|2–1
|1–2
|1–1
|2–1
|1–2
|5–0
|0–2
|0–3
|3–3
|0–0
|2–0
|0–0
|2–1
|-
| style="text-align:left" |Fredrikstad
|1–3
|1–3
| style="background-color:#222222" |––––
|3–1
|1–2
|0–0
|2–1
|1–1
|0–4
|1–2
|2–0
|5–2
|2–4
|1–0
|2–2
|2–2
|- style="background:#FFFFFF"
| style="text-align:left" |Grorud
|0–2
|2–2
|2–2
| style="background-color:#222222" |––––
|1–3
|1–2
|0–1
|2–1
|1–1
|1–3
|1–1
|2–0
|0–4
|0–3
|1–2
|3–1
|-
| style="text-align:left" |KFUM Oslo
|1–5
|3–3
|2–1
|2–2
| style="background-color:#222222" |––––
|1–0
|3–0
|1–2
|1–1
|3–2
|3–0
|3–2
|0–0
|0–1
|3–1
|2–2
|- style="background:#FFFFFF"
| style="text-align:left" |Kongsvinger
|1–3
|2–1
|0–1
|2–2
|3–1
| style="background-color:#222222" |––––
|2–1
|2–2
|4–1
|3–1
|1–0
|0–0
|0–1
|2–2
|5–0
|1–1
|-
| style="text-align:left" |Mjøndalen
|3–1
|2–1
|2–0
|3–0
|2–1
|1–0
| style="background-color:#222222" |––––
|1–2
|1–2
|4–1
|1–0
|0–4
|2–4
|0–0
|2–1
|1–1
|- style="background:#FFFFFF"
| style="text-align:left" |Ranheim
|0–4
|1–1
|3–2
|2–1
|4–1
|0–2
|2–1
| style="background-color:#222222" |––––
|3–2
|1–2
|4–0
|3–3
|0–1
|2–2
|2–1
|3–3
|-
| style="text-align:left" |Raufoss
|0–5
|2–0
|2–1
|1–1
|0–3
|0–1
|2–1
|1–1
| style="background-color:#222222" |––––
|1–1
|1–0
|0–3
|0–4
|1–2
|2–2
|1–0
|- style="background:#FFFFFF"
| style="text-align:left" |Sandnes Ulf
|0–3
|2–1
|0–4
|2–4
|2–2
|4–1
|0–2
|3–2
|1–4
| style="background-color:#222222" |––––
|0–0
|6–0
|2–2
|3–5
|0–0
|6–0
|-
| style="text-align:left" |Skeid
|2–3
|1–2
|3–3
|3–2
|1–5
|4–0
|1–2
|1–0
|2–2
|0–1
| style="background-color:#222222" |––––
|2–3
|2–3
|3–2
|3–1
|2–0
|- style="background:#FFFFFF"
| style="text-align:left" |Sogndal
|0–4
|2–1
|1–1
|4–0
|1–2
|2–1
|1–0
|2–0
|2–0
|1–2
|0–1
| style="background-color:#222222" |––––
|4–3
|1–2
|6–1
|2–3
|-
| style="text-align:left" |Stabæk
|1–2
|2–2
|0–0
|1–1
|2–2
|1–0
|2–0
|3–2
|2–0
|0–1
|2–0
|0–0
| style="background-color:#222222" |––––
|5–0
|4–2
|4–0
|- style="background:#FFFFFF"
| style="text-align:left" |Start
|0–2
|6–0
|1–0
|5–0
|3–2
|0–1
|1–1
|2–1
|2–2
|1–2
|3–2
|5–1
|0–0
| style="background-color:#222222" |––––
|3–1
|4–1
|-
| style="text-align:left" |Stjørdals-Blink
|1–2
|0–2
|1–2
|1–0
|1–3
|1–4
|1–2
|0–1
|1–2
|1–2
|1–0
|1–3
|3–2
|0–3
| style="background-color:#222222" |––––
|2–4
|- style="background:#FFFFFF"
| style="text-align:left" |Åsane
|0–2
|1–2
|1-1
|5-1
|0–3
|1–2
|3–1
|1–2
|1–0
|2–1
|3–2
|1–1
|0–4
|1–5
|1–1
| style="background-color:#222222" |––––
|}

## Spareggi

### Play-off
Le squadre classificate dal terzo al sesto posto prendono parte ai play-off per la promozione in Eliteserien, sfidandosi in partite di sola andata sul campo della meglio posizionata nella classifica finale. Nel primo turno si scontrano la quinta e la sesta classificata, la vincitrice sfida la quarta classificata, infine la vincitrice del secondo turno sfida la terza classificata.
La vincitrice del terzo turno sfida la 14ª classificata in Eliteserien in una partita con andata e ritorno per aggiudicarsi un posto in massima serie nella stagione seguente.

#### Primo turno
|             | Risultati |             | Luogo e data             |
| ----------- | --------- | ----------- | ------------------------ |
| Sandnes Ulf | 0-1       | Kongsvinger | Sandnes, 3 novembre 2022 |

#### Secondo turno
|           | Risultati |             | Luogo e data          |
| --------- | --------- | ----------- | --------------------- |
| KFUM Oslo | 1-2       | Kongsvinger | Oslo, 8 novembre 2022 |

#### Terzo turno
|       | Risultati |             | Luogo e data                   |
| ----- | --------- | ----------- | ------------------------------ |
| Start | 0-1       | Kongsvinger | Kristiansand, 13 novembre 2022 |

### Play-out
La squadra classificata 14ª si scontra in una partita con andata e ritorno con la vincitrice dei play-off di 2. divisjon 2022 per stabilire chi giocherà in 1. divisjon l'anno successivo.
|         | Risultati |         | Luogo e data             |
| ------- | --------- | ------- | ------------------------ |
| Skeid   | 6-0       | Arendal | Oslo, 2 novembre 2022    |
| Arendal | 1-2       | Skeid   | Arendal, 5 novembre 2022 |

## Statistiche
Statistiche aggiornate al 24 aprile 2023

### Classifica marcatori
| Gol |  |  | Giocatore            | Squadra     |
| --- |  |  | -------------------- | ----------- |
| 16  |  |  | Bård Finne           | Brann       |
| 16  |  |  | Gift Orban           | Stabæk      |
| 15  |  |  | Mathias Rasmussen    | Brann       |
| 14  |  |  | Vegard Erlien        | Ranheim     |
| 14  |  |  | Aune Heggebø         | Brann       |
| 13  |  |  | Martin Ramsland      | Sandnes Ulf |
| 12  |  |  | Jonatan Braut Brunes | Start       |
| 12  |  |  | Marcus Mehnert       | Ranheim     |
| 11  |  |  | Nicolay Solberg      | Fredrikstad |
| 11  |  |  | Niklas Castro        | Brann       |
| 11  |  |  | Jónatan Ingi Jónsson | Sogndal     |
| 11  |  |  | Eirik Schulze        | Start       |